# Dodge City
Dodge City è un comune (city) degli Stati Uniti d'America e capoluogo della contea di Ford nello Stato del Kansas. La popolazione era di 27 340 abitanti al censimento del 2010. Deve il suo nome al vicino Fort Dodge. La città è famosa nella cultura americana per la sua storia di città selvaggia di frontiera del vecchio West.

## Geografia fisica
Dodge City è situata a 37°45′35″N 100°01′06″W (37.759671, −100.018212). Secondo l'Ufficio del censimento degli Stati Uniti d'America, ha un'area totale di 14,55 mi² (37,68 km²).

## Società

### Evoluzione demografica
Secondo il censimento del 2010, la popolazione era di 27 340 abitanti.

### Etnie e minoranze straniere
Secondo il censimento del 2010, la composizione etnica della città era formata dal 72,48% di bianchi, il 2,46% di afroamericani, l'1,06% di nativi americani, l'1,59% di asiatici, lo 0,19% di oceanici, il 19,32% di altre popolazioni e il 2,89% di due o più etnie. Ispanici o latinos di qualunque etnia erano il 57,53% della popolazione.